# Општина Долнени
Општина Долнени је једна од 9 општина Пелагонијског региона у Северној Македонији. Седиште општине је истоимено село Долнени.

## Положај
Општина Долнени налази се у средишњем делу Северне Македоније. Са других страна налазе се друге општине Северне Македоније:
- североисток — Општина Чашка
- југоисток — Општина Прилеп
- југ — Општина Кривогаштани
- југозапад — Општина Крушево
- северозапад — Општина Македонски Брод

## Природне одлике
Рељеф: Општина Долнени заузима област Даутовице, највишег дела Пелагоније. Средишњи и јужни део општине је равнији и плоднији, док се на северу пружа планина Јакупица, а на истоку планина Бабуна.
Клима у општини влада оштрија варијанта умерене континенталне климе због знатне надморске висине.
Воде: У општини нема већих водотока, а сви водотоци се уливају у ову Црну Реку јужно од општине.

## Становништво
Општина Долнени имала је по последњем попису из 2002. г. 13.568 ст., од чега у седишту општине, селу Долненима, свега 375 ст. (3%). Општина је ретко насељена.
Национални састав по попису из 2002. године био је:
|           | Број   | Постотак |
| Укупно    | 13.568 | 100%     |
| Македонци | 4.871  | 35,9%    |
| Албанци   | 3.616  | 26,7%    |
| Турци     | 2.597  | 19,1%    |
| Бошњаци   | 2.380  | 17,5%    |
| остали    | 738    | 5,4%     |

## Насељена места
У општини постоји 37 насељених места, сва са статусом села:
(* — насеље са српском мањином)
| - Долнени - Бело Поље - Браилово - Вранче - Горње Село - Гостиражни - Дабљани | - Дебреште - Десово - Долгаец - Дреновци - Дупљачани - Жабјани | - Житоше - Забрчани - Заполжани - Зрзе - Костинци - Кошино | - Кутлешево - Лажани - Локвени - Мали Мраморани - Маргари - Небрегово | - Новосељани - Пештаљево - Рилево - Ропотово - Сарандиново - Секирци | - Сенокос - Слепче - Сливје - Средорек - Стровија* - Црнилиште |  |

## Познате личности
- Јован Долгач, четнички војвода у Старој Србији
- Блаже Конески, утемељивач и један од кодификатора македонског књижевног језика и виђени књижевник
- Глигор Соколовић, четнички војвода у Старој Србији